# Dayron Robles
Dayron Robles (Guantánamo, 19 de novembro de 1986) é um velocista cubano, campeão olímpico e possui o segundo melhor tempo na corrida dos 110 m com barreiras - 12s87 - estabelecido em 12 de junho de 2008, no Grand Prix de Atletismo de Ostrava, na República Tcheca. O recorde anterior -12s88 - pertencia ao chinês Liu Xiang, campeão olímpico em Atenas 2004.
Robles foi medalhista de ouro desta prova, conquistada em Pequim 2008, na China.
Em 2011 foi desclassificado por obstrução perdendo o título dos 110 metros com barreira do Mundial de Atletismo de Daegu.
Em Londres 2012, chegou em último na final, depois de sentir a musculatura na metade da prova, abandonando-a.
Em 2013 retirou-se das competições.

## Resultados
| Ano  | Campeonato                              | Local                 | Resultado | Prova                                              |
| ---- | --------------------------------------- | --------------------- | --------- | -------------------------------------------------- |
| 2003 | Campeonato Mundial Juvenil de Atletismo | Sherbrooke, Canadá    | 6º        | 110 m com barreiras                                |
| 2004 | Campeonato Mundial Júnior de Atletismo  | Grosseto, Itália      | 2º        | 110 m com barreiras                                |
| 2005 | Jogos Centro-Americanos e do Caribe     | Nassau, Bahamas       | 2º        | 110 m com barreiras                                |
| 2006 | Campeonato Mundial Indoor de Atletismo  | Moscou, Rússia        | 2º        | 60 m com barreiras, 7s46 [melhor marca pessoal]    |
| 2006 | Jogos Centro-Americanos e do Caribe     | Cartagena, Colômbia   | 1º        | 110 m com barreiras, 13s12 [recorde do campeonato] |
| 2007 | Campeonato Mundial de Atletismo         | Osaka, Japão          | 4º        | 110 m com barreiras, 13s15                         |
| 2007 | Final Mundial de Atletismo              | Stuttgart, Alemanha   | 1º        | 110 m com barreiras, 12s92 [recorde do campeonato] |
| 2007 | XV Jogos Panamericanos                  | Rio de Janeiro,Brasil | 1º        | 110 m com barreiras, 13,25                         |
| 2008 | XXIX Jogos Olímpicos                    | Pequim, China         | 1º        | 110 m com barreiras, 12s93                         |
| 2011 | Mundial de Atletismo                    | Daegu, Coréia do Sul  | ---       | 110m com barreiras, DESCLASSIFICADO                |